# Мосолов, Пётр Петрович
Пётр Петро́вич Мосоло́в (1938—1985) — советский учёный в области математики. Лауреат Государственной премии РСФСР.

## Биография
Окончил механико-математический факультет МГУ (1959), одногруппниками были В. И. Арнольд, С. Н. Кружков. Ученик А. Г. Костюченко. Кандидат физико-математических наук (1962).
При защите докторской диссертации не набрал достаточного количества голосов членов диссертационного совета для принятия положительного решения о присуждении учёной степени. Автореферат диссертации доступен в библиотечных фондах.
Преподавал на механико-математическом факультете МГУ. Доцент.

## Научные интересы
Математическая физика

## Награды
- Государственная премия РСФСР совместно с В. П. Мясниковым за цикл работ «Математические методы в механике жёстковязкопластических материалов» (1988, посмертно).